# Лорел (Вірджинія)
Лорел (англ. Laurel) — переписна місцевість (CDP) в США, в окрузі Генрайко штату Вірджинія. Населення — 17 769 осіб (2020).

## Географія
Лорел розташований за координатами 37°38′10″ пн. ш. 77°30′25″ зх. д. / 37.63611° пн. ш. 77.50694° зх. д. (37.636143, -77.507051).  За даними Бюро перепису населення США в 2010 році переписна місцевість мала площу 14,05 км², з яких 13,95 км² — суходіл та 0,10 км² — водойми.

## Демографія
Згідно з переписом 2010 року, у переписній місцевості мешкало 16 713 осіб у 6858 домогосподарствах у складі 3858 родин. Густота населення становила 1189 осіб/км².  Було 7268 помешкань (517/км²).
Расовий склад населення:
| - 54,9 % — білих - 30,4 % — чорних або афроамериканців - 6,2 % — азіатів - 0,4 % — корінних американців - 0,1 % — вихідців з тихоокеанських островів - 5,2 % — осіб інших рас |

До двох чи більше рас належало 2,8 %. Частка іспаномовних становила 11,0 % від усіх жителів.
За віковим діапазоном населення розподілялося таким чином: 21,2 % — особи молодші 18 років, 67,6 % — особи у віці 18—64 років, 11,2 % — особи у віці 65 років та старші. Медіана віку мешканця становила 34,2 року. На 100 осіб жіночої статі у переписній місцевості припадало 94,0 чоловіків;  на 100 жінок у віці від 18 років та старших — 92,4 чоловіків також старших 18 років.
Середній дохід на одне домашнє господарство  становив 64 073 долари США (медіана — 54 054), а середній дохід на одну сім'ю — 72 782 долари (медіана — 65 388). Медіана доходів становила 40 309 доларів для чоловіків та 36 967 доларів для жінок. За межею бідності перебувало 10,2 % осіб, у тому числі 17,5 % дітей у віці до 18 років та 6,0 % осіб у віці 65 років та старших.
Цивільне працевлаштоване населення становило 9623 особи. Основні галузі зайнятості: освіта, охорона здоров'я та соціальна допомога — 23,0 %, роздрібна торгівля — 13,9 %, фінанси, страхування та нерухомість — 9,4 %, науковці, спеціалісти, менеджери — 9,3 %.